# Le Fils de Gascogne
Pour plus de détails, voir Fiche technique et Distribution.
Le Fils de Gascogne est un film français réalisé par Pascal Aubier d'après un scénario de Patrick Modiano et Pascal Aubier, sorti en salle le 8 mai 1996.
Les aventures de Harvey, guide d'un groupe de chanteurs géorgiens à Paris, et de Dinara leur interprète, servent de cadre à une évocation fantasque et nostalgique du cinéma des années 1960.

## Synopsis
Harvey, jeune provincial timide, accueille une troupe de choristes géorgiens accompagnés de Dinara, leur interprète (quarteron russe : « pour quatrième, mon père est tatar, ma mère elle est moitié la russe moitié la juive »), et leur sert de guide dans Paris.
Dans un restaurant, un client se joint aux choristes et prétend reconnaître en Harvey le fils d'un cinéaste nommé Gascogne, mort vingt-cinq ans plus tôt dans un accident de voiture. Marco, l'un de ses amis, tente de profiter de cette situation et y parvient d'autant plus facilement qu'Harvey est né de père inconnu. Il essaiera de retrouver les bobines d'un film qu'aurait tourné Gascogne juste avant sa mort afin de les vendre à un collectionneur.
Au cours de cette quête, il fera rencontrer une foule de vedettes des années 1960 aux deux jeunes gens, malgré le scepticisme initial de Harvey et la méfiance grandissante de Dinara.

## Fiche technique
- Titre : Le Fils de Gascogne
- Réalisation : Pascal Aubier
- Scénario : Patrick Modiano et Pascal Aubier
- Décors : Ann Chakraverty
- Photographie : Jean-Jacques Flori
- Montage : Dominique Roy
- Musique : Angelo Zurzolo
- Sociétés de production : Sybarite Production, Cadrage, France 2
- Pays d'origine :  France
- Format : couleurs - Stéréo
- Genre : comédie dramatique
- Durée : 106 minutes
- Date de sortie : 8 mai 1996

## Distribution
- Grégoire Colin : Harvey
- Dinara Droukarova : Dinara
- Jean-Claude Dreyfus : Marco
- László Szabó : le client du restaurant
- Pascal Bonitzer : Hiblen, le fondé de pouvoir

Dans leur propre rôle
- Yves Afonso
- Anémone
- Stéphane Audran
- Jean Benguigui
- Jean-Claude Brialy
- Claude Chabrol
- Michel Deville
- Stéphane Freiss
- Otar Iosseliani
- Bernadette Lafont
- Valérie Lalonde
- Richard Leacock
- Patrice Leconte
- Macha Meril
- Bulle Ogier
- Jean-Noël Picq
- Marie-France Pisier
- Jean Rouch
- Alexandra Stewart
- Marina Vlady
- etc.